# Karadi, Hungund
Karadi là một làng thuộc tehsil Hungund, huyện Bagalkot, bang Karnataka, Ấn Độ.